# إليز غولدستاين
إليز غولدستاين (بالإنجليزية: Elyse Goldstein)‏ هي حاخامة أمريكية، ولدت في 1955 في سكرانتون في الولايات المتحدة.